# Kaduna (stan)
Kaduna – stan w centralnej części Nigerii.
Kaduna sąsiaduje z Federalnym Terytorium Stołecznym - Abudża oraz ze stanami Nassarawa, Plateau, Bauchi, Kano, Katsina, Zamfara i Niger. Jego stolicą jest Kaduna. Powstał w 1967. W 1989 oddzielono od niego dzisiejszy stan Katsina.

## Podział administracyjny
Kaduna składa się z 23 lokalnych obszarów administracyjnych:
| - Birnin Gwari - Chikun - Giwa - Igabi - Ikara - Jaba - Jema'a - Kachia | - Kaduna North - Kaduna South - Kagarko - Kajuru - Kaura - Kauru - Kubau - Kudan | - Lere - Makarfi - Sabon Gari - Sanga - Soba - Zangon Kataf - Zaria |

## Demografia
Stan Kaduna jest głównie zamieszkany przez: Hausa, Gbagyi, Adara, Ham, Atyap, Bajjuu, Ninkyob, Kurama, Koro, Zango kataf, Mada i Agworok.